# Guardians of the Galaxy: The Telltale Series
Guardians of the Galaxy: The Telltale Series è un videogioco a episodi pubblicato nel 2017 e sviluppato da Telltale Games. Il videogioco è basato sulla serie a fumetti della Marvel Comics Guardiani della Galassia  Il gioco è un'avventura grafica episodica come altri titoli della Telltale, ad esempio The Walking Dead, The Wolf Among Us e Tales from the Borderlands.

## Modalità di gioco
Guardians of the Galaxy si gioca in modo simile ad altri giochi della Telltale, in cui il personaggio del videogiocatore parla con altri personaggi, esplora gli ambienti e interagisce con gli oggetti al suo interno e, a volte, completa le sequenze d'azione costituite da eventi a tempo rapido (quick time event). I giocatori fanno delle scelte, come la selezione dei dialoghi, che creano determinanti all'interno della storia che influenzano le azioni successive all'interno dell'episodio e in episodi futuri. All'interno della serie, il giocatore gioca principalmente come Star-Lord, ma a volte può assumere brevemente il ruolo di un altro Guardiano durante le sequenze d'azione o, in determinati periodi, giocare come un altro personaggio in un flashback.

## Sviluppo
Guardians of the Galaxy: The Telltale Series è stato rivelato per la prima volta durante i Game Awards  nel dicembre 2016, sebbene le voci sul gioco fossero state precedentemente trovate nel materiale pubblicato dagli attori del Screen Actors Guild‐American Federation of Television and Radio Artists (SAG-AFTRA) come parte dello sciopero degli attori doppiatori di videogioco nel novembre 2016. Il primo dei cinque episodi del gioco è stato pubblicato il 18 aprile 2017; oltre ai download digitali, è stato disponibile una versione retail per la prima versione dell'episodio con un pass online per acquisire gli altri episodi una volta pubblicati, a partire dal 2 maggio 2017 in Nord America e il 5 maggio 2017 in Europa.
Telltale hha ospitato un panel sul gioco all'evento PAX East 2017 a Boston, nel marzo 2017, oltre a rendere disponibile il primo episodio per una sessione di "crowd play" durante l'evento di South by Southwest 2017.

### Audio
Il gioco si basa sulla serie Marvel Comics Guardiani della Galassia  e sui recenti film - Guardiani della Galassia (2014) e Guardiani della Galassia Vol. 2 (2017) - ma con una trama esclusiva. Ha un set diverso di doppiatori dal film: il cast comprende Scott Porter nei panni di Star-Lord, Emily O'Brien nei panni di Gamora, Nolan North nei panni di Rocket Raccoon, Brandon Paul Eells nei panni di Drax il Distruttore e Adam Harrington nei panni di Groot.

## Episodi
Tutti e cinque gli episodi si intotolano come altrettante canzoni rock degli anni 1970 e '80.
| Episodio | Regia            | Scritto da                                                | Pubblicazione originale |
| --- | ---------------- | --------------------------------------------------------- | ----------------------- |
| |                  |                                                           |                         |
| Episodio 1 - Tangled Up in Blue | Jonathan Stauder | Zack Keller, Nicole Martinez e Timothy Williams           | 18 aprile 2017          |
| I Guardiani della Galassia vengono reclutati dalla Nova Corps per affrontare il supercattivo Thanos, alla ricerca di un mistico artefatto di indicibile potenza chiamato "Eternity Forge". Star-Lord usa la pistola atomica di Rocket per uccidere il Titano Pazzo, e dopo una notte di festeggiamenti in un bar di Knowhere accumula un pesante conto. Quando ottiene i soldi per pagare il conto, Hala l'Accusatrice attacca la squadra e ruba l'Eternity Forge per resuscitare l'Impero Kree estinto. Peter la insegue ma viene ferito mortalmente da Hala, che le sfugge con la Forgia. Nella morte, Peter vede sua madre che (tramite l'Eternity Forge), riporta in vita suo figlio. |                  |                                                           |                         |
| |                  |                                                           |                         |
| Episodio 2 - Under Pressure | Jason Latino     | Nicole Martinez, Jessica Krause e Timothy Williamsb       | 6 giugno 2017           |
| I Guardiani non riescono a fuggire dal loro passato (né dal conto del bar di Knowhere), ma se scoprono come si controlla il potere sconosciuto del loro nuovo misterioso manufatto, potrebbe non essercene bisogno. Con l'aiuto di vecchi amici discutibili e nuovi alleati riluttanti, Star-Lord e compagnia setacciano la galassia in cerca di risposte. Ma per quanto tempo potranno eludere il maniaco genocida che dà loro la caccia? E le tensioni che covano nella squadra la divideranno una volta per tutte? Sperimentando un'altra visione, a Peter vengono mostrati glifi di Kree che Gamora pensa sua sorellastra Nebula possa tradurre, ma Rocket desidera deviare su Halfworld per vedere se l'Eternity Forge può riportare in vita la sua innamorata Lylla, una lontra vittima come lui di esperimenti in laboratorio. Dopo aver convinto Nebula ad aiutarli, i Guardiani tornano al tempio del manufatto e vengono indirizzati verso Emnios, ma vengono attaccati dai soldati di Hala. Una volta fuggiti, i Guardiani arrivano su Emnios, dove Peter crede di trovare sua madre. |                  |                                                           |                         |
| |                  |                                                           |                         |
| Episodio 3 - More Than a Feeling | Mark Droste      | Meghan Thornton, Zack Keller e Jessica Krause             | 22 agosto 2017          |
| Entrando nel misterioso Tempio di Emnios, Peter vive un altro ricordo della sua infanzia mentre Gamora rivive il momento in cui Nebula la tradì. Trovando una bara all'interno del Tempio, i Guardiani la aprono e rilasciano un'eccentrica aliena di nome Mantis - il guardiano dell'Eternity Forge che potrebbe avere le chiavi che sbloccano i veri poteri della reliquia, nonché colei che chiamò Star-Lord usando l'immagine di sua madre, credendo che egli fosse "Il Celeste" destinato a determinare il destino della Forgia. Guidato da Mantis al Santuario Sacro di Kree su Drobino e con Gamora e Nebula impegnate a lottare con il passato, Star-Lord deve decidere se potenziare o distruggere il manufatto - una scelta su cui il resto dei Guardiani si divide accaloramente - prima che Hala arrivi per provare e rivendicarlo per sé in qualunque modo necessario. Quella di Peter è una decisione cruciale che potrebbe cambiare il destino della galassia - e dei Guardiani - per sempre. |                  |                                                           |                         |
| |                  |                                                           |                         |
| Episodio 4 - Who Needs You | Chris Rebbert    | Josh Trujillo, Ross Beeley, Jessica Krause e Tim Williams | 10 ottobre 2017         |
| Una volta deciso il destino dell'Eternity Forge, i Guardiani sono più divisi che mai. Tuttavia, la crescente tensione viene temporaneamente messa da parte per affrontare un problema più pressante: uscire da una caverna oscura e pericolosa prima di essere mangiati vivi. Mentre avanzano le minacce nascoste della grotta, Star-Lord deve mantenere unito il gruppo per portarlo in salvo. Ma la salvezza potrebbe costare molto cara... |                  |                                                           |                         |
| |                  |                                                           |                         |
| Episodio 5 - Don't Stop Believin' | Jason Latino     | Jessica Krause                                            | 7 novembre 2017         |
| Nella scia di un insopportabile sacrificio, i Guardiani si sciolgono. Con i suoi unici oppositori in confusione, Hala rinnova la sua campagna di morte e devastazione: dopo aver distrutto un pianeta con milioni di persone innocenti usando il potere dell'Eternity Forge, si apre un percorso di indiscriminata distruzione verso Knowhere. Se spera di evitare una catastrofe (e salvarsi la pelle) Star-Lord deve guardare dentro di sé, riunificare i Guardiani sciolti per una battaglia finale per salvare la galassia... di nuovo. Groot mostra volontariamente a Mantis i propri ricordi del primo incontro dei Guardiani, dimostrandole che i membri della squadra possono rimanere amici nonostante i loro conflitti. Con l'aiuto di Mantis, Star-Lord riesce a trovare il resto della sua squadra e a riconciliarli, portandoli in battaglia sulla nave di Hala mentre tenta di distruggere Knowhere - e affronta decisioni difficili sulle conseguenze delle sue scelte passate. Quando la polvere si deposita, i Guardiani tornano a Knowhere per celebrare la loro vittoria (e se Star-Lord aveva deciso di non distruggere l'Eternity Forge può riportare in vita una sola persona scegliendo tra sua madre, Lylla, Nebula o la figlia di Drax, Kamaria), anche se vengono rapidamente chiamati di nuovo al servizio. In una scena post-crediti, si vede una figura misteriosa prendere possesso del corpo di Thanos. |                  |                                                           |                         |

## Colonna sonora
Le canzoni presenti nei videogioco sono:
1. Electric Light Orchestra – Livin' Thing (Jeff Lynne) – La canzone che si sente nel menù principale di gioco (nonché alla fine e nei titoli di coda dell'Episodio 1)
2. King Harvest – Dancing in the Moonlight (Sherman Kelly) – Udibile quando i Guardiani combattono i Kree sulla Milano nell'Episodio 2 e nei titoli di coda del medesimo
3. Bob Dylan – Tangled Up in Blue (Bob Dylan)
4. Buzzcocks – Why Can't I Touch It (Steve Diggle, Steve Garvey, John Maher e Pete Shelley)
5. Daryl Hall & John Oates – You Make My Dreams (Come True) (Daryl Hall, John Oates e Sara Allen)
6. Sparks – This Town Ain't Big Enough for Both of Us (Ron Mael)
7. Queen – Under Pressure (Brian May, David Bowie, Freddie Mercury, John Deacon e Roger Taylor)
8. Boston – More Than a Feeling (Tom Scholz)
9. Queen – Who Needs You (John Deacon)
10. Journey – Don't Stop Believin' (Jonathan Cain, Steve Perry e Neal Schon)
11. Suzi Quatro – Can the Can (Nicky Chinn e Mike Chapman)
12. Three Dog Night – Shambala (Daniel Moore) – udibile durante il viaggio dei Guardiani verso il pianeta Emnios

## Accoglienza

### Critica
| Testata                         | Versione | Giudizio |
| ------------------------------- | -------- | -------- |
| Metacritic (media al 18-4-2017) | PC       | 70       |
| Metacritic (media al 18-4-2017) | PS4      | 72       |
| Metacritic (media al 18-4-2017) | XONE     | 74       |

| Testata                        | Versione | Giudizio |
| ------------------------------ | -------- | -------- |
| Metacritic (media al 6-6-2017) | PC       | 72       |
| Metacritic (media al 6-6-2017) | PS4      | 70       |
| Metacritic (media al 6-6-2017) | XONE     | 78       |

| Testata                         | Versione | Giudizio |
| ------------------------------- | -------- | -------- |
| Metacritic (media al 22-8-2017) | PC       | 72       |
| Metacritic (media al 22-8-2017) | PS4      | 65       |
| Metacritic (media al 22-8-2017) | XONE     | 70       |

| Testata                          | Versione | Giudizio |
| -------------------------------- | -------- | -------- |
| Metacritic (media al 27-11-2017) | PC       | 71       |
| Metacritic (media al 27-11-2017) | PS4      | 68       |
| Metacritic (media al 27-11-2017) | XONE     | 70       |

| Testata                          | Versione | Giudizio |
| -------------------------------- | -------- | -------- |
| Metacritic (media al 27-11-2017) | PC       | 68       |
| Metacritic (media al 27-11-2017) | PS4      | 72       |
| Metacritic (media al 27-11-2017) | XONE     | 69       |

Guardians of the Galaxy: The Telltale Series ha ricevuto recensioni positive dai critici che hanno elogiato la storia, il doppiaggio da parte degli attori e la caratterizzazione dei personaggi, sebbene siano state rivolte critiche alle animazioni e ad alcuni problemi tecnici.

#### Episode 1: Tangled Up in Blue
Episode 1 ha ricevuto recensioni "nella media" su tutte le piattaforme secondo il sito aggregatore Metacritic.

#### Episode 2: Under Pressure
La versione per Xbox One di Episode 2 ha ricevuto "recensioni generalmente positive", mentre quelle per PC e PlayStation 4 hanno ricevuto recensioni "nella media" secondo il sito aggregatore Metacritic.

#### Episode 3: More Than A Feeling
Episode 3 ha ricevuto recensioni "nella media o contrastanti" su tutte le piattaforme secondo il sito aggregatore Metacritic.

#### Episode 4: Who Needs You
Episode 4 ha ricevuto recensioni "nella media o contrastanti" su tutte le piattaforme secondo il sito aggregatore Metacritic.

#### Episode 5: Don't Stop Believin'
Episode 5 ha ricevuto recensioni "nella media" su tutte le piattaforme secondo il sito aggregatore Metacritic.

### Premi
Il gioco ha vinto i premi per "Performance in a Comedy, Lead" con Scott Porter per aver doppiato Star-Lord/Peter Quill  e per "Performance in a Comedy, Supporting" con Adam Harrington per Groot (che nel corso dei 5 episodi pronuncia solamente 3 parole diverse, "I am Groot", sebbene con intonazione e significato sempre diversa) ai National Academy of Video Game Trade Reviewers Awards; inoltre , è stato nominato per "Excellence in Convergence" ai SXSW Gaming Awards del 2018.